# Last Christmas (film)
Last Christmas – brytyjsko-amerykańska komedia romantyczna z 2019 roku w reżyserii Paula Feiga. Scenariusz napisali wspólnie George Michael, Emma Thompson, Greg Wise i Bryony Kimmings.

## Fabuła
26-letnia Katarina „Kate” pochodzi z jugosłowiańskiej rodziny emigrantów, która po wojnie uciekła z kraju i osiadła w Londynie. W młodości była obiecującą wokalistką, w dorosłym życiu podjęła pracę w charakterze ekspedientki w sklepie z artykułami bożonarodzeniowymi. Po przebytej operacji przeszczepu serca, którą przeszła ze względu na chorobę, popada w depresję i zaczęła mieć skłonności autodestrukcyjne – uzależniła się od alkoholu i przygodnego seksu, poza tym stała się pogubiona, roztrzepana i samolubna, przez co zraża do siebie przyjaciół. Ma też słabe relacje z rodziną – skłóconymi ze sobą rodzicami (ojcem, który jest kierowcą taksówki, i matką, która wciąż przeżywa wojenną traumę) i starszą siostrą, która ukrywa swój homoseksualizm. Jej życie zawodowe jest pasmem niepowodzeń i złych decyzji. Pewnego dnia poznaje wolontariusza i kuriera Toma Webstera, pod którego wpływem stopniowo zmienia swoje nastawienie do życia, stara się być bardziej empatyczna i pomocna. Wkrótce dowiaduje się, że Webster był wymysłem jej wyobraźni, a w rzeczywistości zmarł rok wcześniej wskutek wypadku samochodowego, po którym jego serce przeszczepiono Kate.

## Produkcja
Scenariusz do filmu napisała Emma Thompson we współpracy z mężem Gregiem Wisem. Ich pomysł na fabułę został zaakceptowany przez piosenkarza George’a Michaela, który dodatkowo podsunął duetowi kilka pomysłów scenariuszowych.
Film powstał w Londynie od 26 listopada 2018 do lutego 2019. Zdjęcia do filmu kręcono w: Phoenix Garden, w dzielnicach Marylebone i Covent Garden, na ulicy Brick Lane, na targu Leather Lane Market, w katedrze św. Zofii, Malabar i w Alexandra Palace.

### Piosenki George'a Michaela w filmie
- „Last Christmas”
- „Wake Me Up Before You Go-Go”
- „Faith”
- „Freedom! ’90”
- „One More Try”
- „Fastlove”
- „This Is How (We Want You to Get High)”
- „Too Funky”
- „Fantasy”
- „Praying for Time”
- „Waiting for That Day”
- „Heal the Pain”
- „Everything She Wants”
- „Move On”

## Obsada
Spis został sporządzony na podstawie materiału źródłowego:
| Emilia Clarke       | Kate                  |
| Henry Golding       | Tom                   |
| Michelle Yeoh       | Santa                 |
| Emma Thompson       | Petra                 |
| Boris Isakovic      | Ivan                  |
| Lucy Miller         | młoda Marta           |
| Madison Ingoldsby   | młoda Kate            |
| Maxim Baldry        | Ed                    |
| Margaret Clunie     | Shower Sarah          |
| John Luke Robertson | Klaus                 |
| Michelle Yeoh       | Santa                 |
| Bilal Zafar         | Oscar                 |
| Patti Lupone        | Joyce                 |
| Lydia Leonard       | Marta                 |
| Ritu Arya           | Jenna                 |
| Ansu Kabia          | Rufus                 |
| Fabien Frankel      | Fabien                |
| Laura Evelyn        | policjantka Churchill |
| Ingrid Oliver       | policjantka Crowley   |
| Peter Serafinowicz  | Producent teatru      |
| Rebecca Root        | Dr. Addis             |